# Маркин, Николай Григорьевич

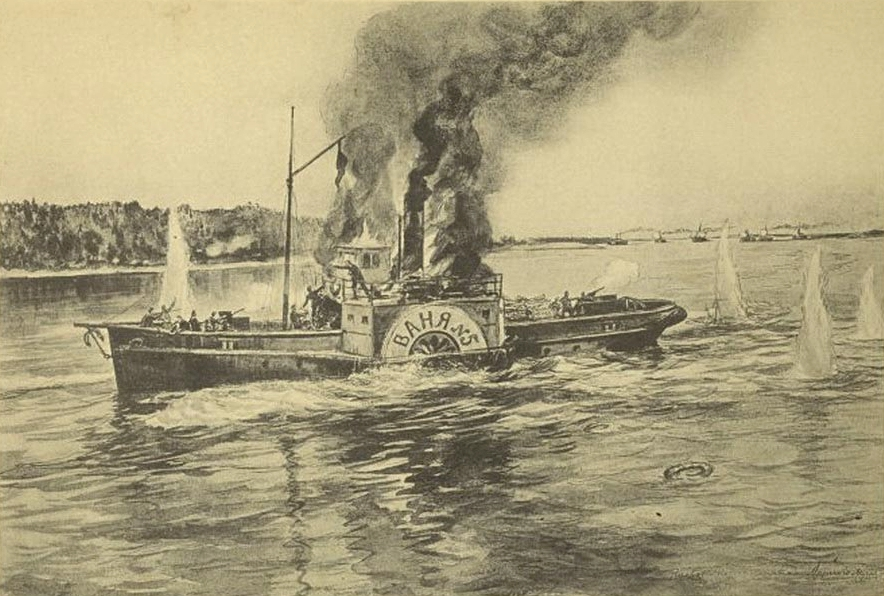
Канонерская лодка «Ваня»

Никола́й Григо́рьевич Ма́ркин (21 мая 1893 — 1 октября 1918) — участник революции 1917 года в России и Гражданской войны, доверенное лицо Л. Д. Троцкого, организатор Волжской военной флотилии, комиссар.

## Биография
Николай Григорьевич Маркин родился в посёлке Русский Сыромяс Городищенского уезда (ныне Маркино, Сосновоборский район Пензенской области) в крестьянской семье.
В 1910 году, работая в писчебумажном магазине, впервые был арестован, провёл в заключении 8 месяцев.
В 1914 году Маркин был призван на Балтийский флот, где дослужился до унтер-офицера в учебном минном отряде в Кронштадте. В 1916 году вступил в РСДРП.
Активный участник Февральской революции. Был членом Кронштадтского комитета РСДРП(б), Кронштадтского совета и Петроградского совета от моряков Балтийского флота. Делегат 1 съезда Советов, член ВЦИК. Один из организаторов 1-го съезда моряков Балтики, член Центробалта первого созыва. С апреля 1917 служил в отряде, охранявшем В. И. Ленина. В этом же году был назначен секретарём, затем контролёром Наркомата иностранных дел. 
Принимал участие в Октябрьской революции.
Исследователь М.Елизаров отмечает у Маркина, как и у других военных моряков в советских органах, склонность к диктаторским методам руководства. Когда Л. Д. Троцкий был назначен комиссаром иностранных дел и «невозможно было, казалось, подступиться к делу» из-за того, что «все участвовали в саботаже. Шкафы были заперты. Ключей не было», Троцкий обратился за помощью к Н. Г. Маркину и позже вспоминал, что тот посадил двух-трёх дипломатов под арест «и на другой день… принёс ключи и пригласил меня в министерство». Был назначен секретарём, а затем контролёром Наркомата иностранных дел. Организовал публикацию секретных документов Императорского и Временного правительств — 7 выпусков «Сборник секретных документов из архивов бывшего министерства иностранных дел». В те дни, как вспоминал Л. Д. Троцкий, Н. Г. Маркин был негласным министром иностранных дел, так как сам нарком был занят в Смольном «углублением» революции.
В начале июня 1918 года Н. Г. Маркин был направлен в Нижний Новгород с задачей создания Волжской военной флотилии. В дальнейшем он был назначен комиссаром созданной флотилии.

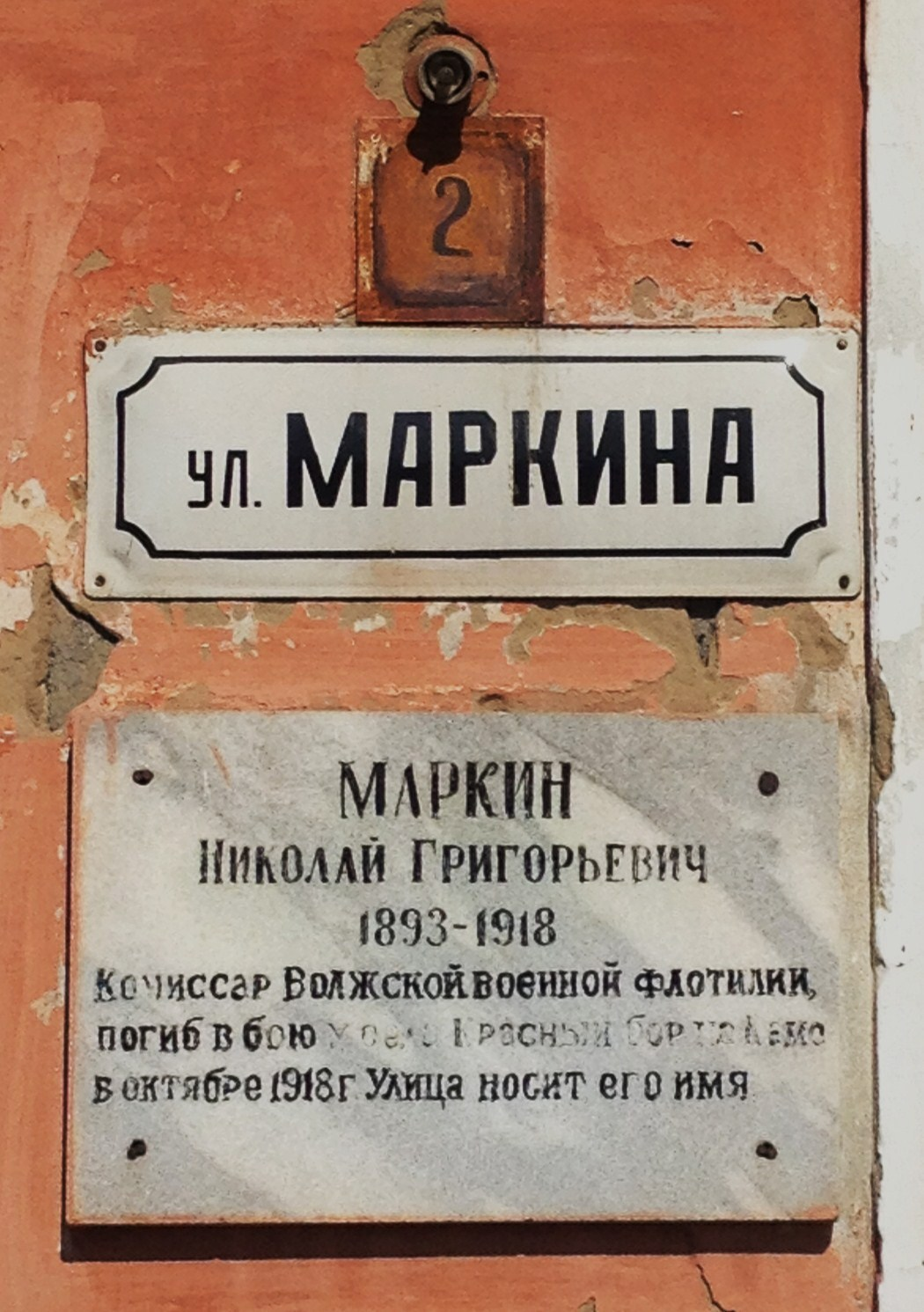
Памятная доска на доме 2 по улице Маркина в Казани

В сентябре 1918 года во время боев за Казань Маркин возглавил операцию по высадке десанта. Под прикрытием артиллерийского огня четыре канлодки Волжской флотилии подавили пулемётным огнём расчеты артиллерийских батарей белых и высадили на пристани десант под командованием Н. Г. Маркина, который отбросил силы противника в город, но после того, как из городского кремля по десанту и кораблям был открыт сильный артиллерийский огонь, десантники вернулись на корабли, захватив с собою замки от шести из восьми неприятельских орудий. Потери десанта были незначительны.
В ночь с 9 на 10 сентября 1918 года миноносцы «Прыткий» и «Ретивый» высадили ещё один, более крупный десант — сводный батальон солдат и матросов.

Распоряжение по Волжской флотилии, написанное лично Николаем Маркиным за неделю до гибели. РГА ВМФ, Ф. Р-146, Оп. 1, Д. 203, Л. 25.

1 октября 1918 года при проведении разведки на Каме в районе Пьяного Бора (Красный Бор) на канонерской лодке «Ваня» попал в артиллерийскую засаду. Судно было потоплено, сам Маркин до последнего прикрывал членов экипажа огнём из пулемёта и погиб вместе с судном.
Лев Троцкий писал в некрологе:
Николай Григорьевич Маркин погиб в бою на своем пароходе «Коммунист». Среди многих наших утрат это одна из самых тяжёлых. Его сравнительно мало знали в партии и в общесоветских организациях, ибо он не был журналистом или оратором; но дела его были ярче и выразительнее всяких слов. Я близко знал его на деле и свидетельствую, что Маркин был одним из лучших в наших рядах. Не верится, что его больше нет с нами. Прощай, верный хороший друг Маркин!

## Память

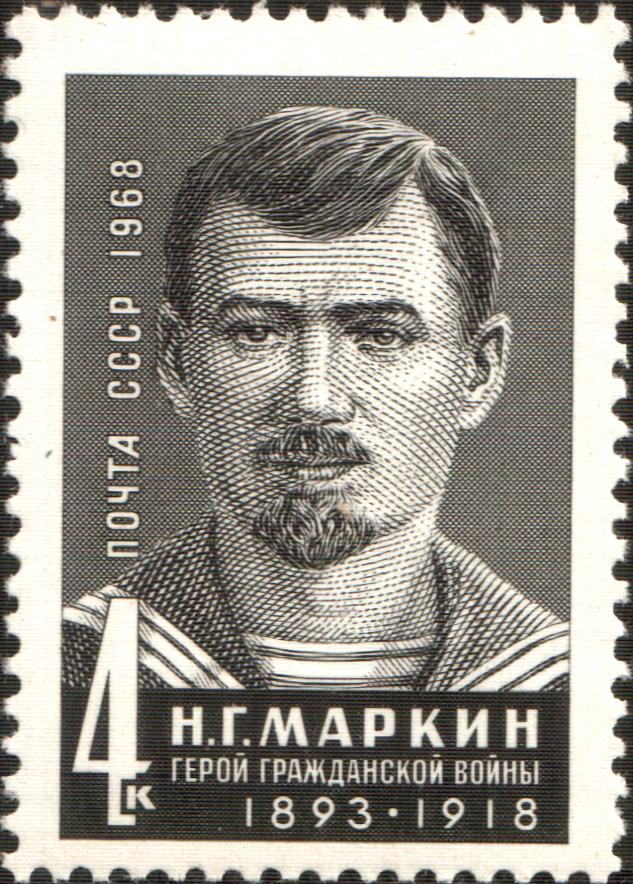
Почтовая марка СССР, 1968 год

Площадь Маркина и монумент героям Волжской военной флотилии в Нижнем Новгороде

- Село Русский Сыромяс в 1960 году было переименовано в Маркино.
- На родине в 1967 году был установлен памятник.[2]
- В селе Красный Бор (бывшее село Пьяный Бор) в 1977 году напротив места гибели Николая Маркина был установлен памятник.
- Один из волжских теплоходов носил название «Памяти тов. Маркина».
- В черте города Пенза по реке Суре в 1960-70-х гг. по внутригородскому маршруту курсировал пассажирский теплоход "Николай Маркин".
- Ряд кораблей, действовавших в составе военных сил бассейна Каспийского моря:
  - Вооружённый пароход «Товарищ Маркин» (до 15 октября 1918 года — «Добрый»)[9];
  - Вооружённый пароход «Товарищ Маркин» (до 1 июля 1919 года — «Слуга Покорный»)[10];
  - Эсминец «Маркин» (до 25 марта 1923 года — «Войсковой»)[11];
  - Морской тральщик «Николай Маркин» (до 2 августа 1968 «Т-496») (1968—1990).
- Его именем названы площадь перед речным вокзалом и детский клуб в Нижнем Новгороде.
- Олонецкая улица в Ленинграде в 1939 году была переименована в улицу Маркина.
- Имя Маркина носит улица в г. Астрахани
- В Выборге на территории воинской части имеется памятник Н. Г. Маркину.
- В 1968 году была выпущена почтовая марка СССР, посвященная Н. Г. Маркину.
- Имя Н. Г. Маркина носит улица в Авиастроительном районе Казани.
- Маркин является действующим лицом художественных фильмов: «Чичерин» (1986, в роли Валерий Золотухин), «На одной планете» (1965, в роли Павел Луспекаев), «Троцкий» (2017, в роли Артём Быстров).
- В память ему советская поэтесса Лариса Рейснер (участница многих сражений, комиссар Балтфлота и Морского Генштаба в 1918 г.) посвятила такие строчки:  "Давно вернулись в море миноносцы, Как лебеди, они ушли на юг За вами, павшие, за вами, крестоносцы, Прислали рать железно-крылых вьюг. Наверх, наверх, окоченевший Маркин! Срывайте лед с кровоточащих ран, - Потоком медленным, густым и жарким В безудержный вольется океан Бунтующая кровь от ваших ран!"[12]

## В культуре и искусстве
- Николай Маркин — один из второстепенных героев романа Алексея Иванова «Бронепароходы».
- В сериале «Троцкий» (2017 г.) роль Николая Маркина исполнил Артём Быстров.

## Дополнительная информация
- Н. Г. Маркин приходился двоюродным дядей советской разведчице Г. И. Фёдоровой[источник не указан 2805 дней]